# Src (遺伝子)
がん原遺伝子チロシンプロテインキナーゼSrc（Proto-oncogene tyrosine-protein kinase Src）は、ヒトにおいてSRC遺伝子にコードされる非受容体型チロシンキナーゼタンパク質である。がん原遺伝子c-Srcあるいは単にc-Srcとしても知られている。このタンパク質は他のタンパク質の特定のチロシン残基をリン酸化する。c-Srcチロシンキナーゼの活性の上昇は、他のシグナルを促進することによってがんの進行と関連していることが示唆されている。c-SrcはSH2ドメイン、SH3ドメイン、チロシンキナーゼドメインを含んでいる。
c-Srcは、細胞性Srcキナーゼ（cellular Src kinase）の略であり、C末端Srcキナーゼ（C-terminal Src kinase、CSK）と混同してはならない。CSKはc-SrcのC末端をリン酸化し、Srcを不活性にする酵素である。c-Srcは非受容体型チロシンキナーゼ （nRTKs）の中で広く研究されている酵素である。
Src（サルコーマ〔sarcoma; 肉腫〕の短縮形であるため、サークと発音される）は、J・マイケル・ビショップとハロルド・ヴァーマスによって発見されたチロシンキナーゼをコードするがん原遺伝子である。この業績によってビショップとヴァーマスは1989年のノーベル生理学・医学賞を受賞した。c-SrcはSrcファミリーキナーゼと呼ばれる非受容体型チロシンキナーゼのファミリーに属する。
この遺伝子は、ラウス肉腫ウイルスのv-Src遺伝子に似ている。このがん遺伝子は胚発生および細胞成長を制御する役割を果たしている。この遺伝子にコードされているタンパク質はチロシンキナーゼであり、その活性はCskによるリン酸化によって阻害される。この遺伝子の変異は、結腸癌の悪性化に関与している。この遺伝子関して同じタンパク質をコードする2種類の転写変異体が見付かっている。

## 発見
1979年、J・マイケル・ビショップとハロルド・ヴァーマスは、正常なニワトリがv-Srcと構造的に近縁関係にある遺伝子を含むことを発見した。この正常な細胞遺伝子はc-src（細胞性src; cellular-src）と呼ばれた。この発見は、がんが外的な物質（ウイルス遺伝子）によって引き起こされるというモデルから、細胞中に正常に存在する遺伝子ががんを引き起こすというモデルへと、がんに関する考え方を変化させた。現在は、ある時点において、祖先ウイルスがその細胞ホストのc-Src遺伝子を誤って組み込んだと考えられている。そのうち、この正常遺伝子は、ラウス肉腫ウイルス内で異常に機能するがん遺伝子へと変異した。がん遺伝子をニワトリに導入すると、がんが引き起こされる。

## 構造および機能
Srcファミリーキナーゼには、c-Src、YES1、FYN、FGR、LYN、BLK、HCK、Lckの9種類が存在する。これらのSrcファミリーの発現は、全ての組織ならびに細胞種全体で同じではない。Src、Fyn、Yesは、全ての細胞種で遍在的に発現しているが、その他は造血細胞において一般に見られる。
c-Srcは、Srcホモロジー (SH) 4ドメイン（SH4ドメイン）、固有領域、SH3ドメイン、SH2ドメイン、触媒ドメイン、短い調節末端の6つの機能領域からなる。Srcが不活性状態の時、527番目のリン酸化チロシン基はSH2ドメインと相互作用し、これがSH3ドメインとリンカードメインの相互作用を助けることによって、しっかり結合した不活性ユニットが保たれる。c-Srcの活性化は、チロシン527の脱リン酸化を引き起こし、これによって構造が不安定化し、SH3ドメイン、SH2ドメイン、キナーゼドメインが広がり、チロシン416がリン酸化される。
c-Srcは接着受容体、受容体型チロシンキナーゼ、Gタンパク質共役受容体、サイトカイン受容体を含む多くの膜貫通タンパク質によって活性化される。ほとんどの研究は受容体型チロシンキナーゼについて調べており、これらの例としては血小板由来増殖因子受容体 (PDGFR) 経路や上皮成長因子受容体 (EGFR) がある。srcが活性化されると、生存や血管新生、増殖、浸潤経路を促進する。

## がんにおける役割
c-Src経路の活性化は、結腸、肝臓、肺、乳房、膵臓の腫瘍のおよそ50%で観察されている。c-Srcの活性化は生存や血管新生、増殖、浸潤経路を促進するため、がんにおける腫瘍の異常成長が観察される。共通の機構は、c-Srcの持続的活性化を引き起こすc-Srcの活性上昇あるいは過剰発現をもたらす遺伝子変異である。

### 結腸がん
c-Srcの活性は結腸がんにおいて最もよく特徴付けられている。研究者らは、Srcの発現が前がんポリープにおいて正常粘膜よりも5倍から8倍高いことを明らかにしている。c-Srcレベルの上昇は、腫瘍の進行ステージや腫瘍の大きさ、腫瘍の悪性度と関連していることも明らかにされている。

### 乳がん
EGFRはc-Srcを活性化するが、EGFもc-Srcの活性を上昇させる。加えて、c-Srcの過剰発現は、EGFRが媒介する過程の応答を高める。したがって、EGFRとc-Srcはどちらも、互いの効果を増強する。c-Srcの発現レベルの上昇は、正常組織と比較してヒト乳がん組織で見られる。
ヒト上皮成長因子受容体2 (HER2) の過剰発現は、乳がんにおける予後の悪さと関連している。ゆえに、c-Srcは乳がんの悪性化において重要な役割を果たしている。

### 前立腺がん
SrcファミリーキナーゼのSrc、Lyn、Fgrは悪性前立腺細胞において正常前立腺細胞よりも高度に発現している。初代前立腺細胞をLynの阻害剤であるKRX-123で処理すると、細胞はin vitroで増殖、遊走、浸潤能が低くなる。したがって、チロシンキナーゼ阻害剤の使用は前立腺がんの進行を弱める方法となりうる。

## 薬剤標的として
c-Srcチロシンキナーゼ（と類縁チロシンキナーゼ）を標的とする数多くのチロシンキナーゼ阻害剤が、治療薬としての使用のために開発されている。注目に値する例が、慢性骨髄性白血病 (CML) ならびにフィラデルフィア染色体陽性 (PH+) 急性リンパ性白血病 (ALL) の治療薬として承認されたダサチニブである。ダサチニブは、非ホジキンリンパ腫、悪性乳がんおよび前立腺がんに対する臨床試験も行われている。臨床試験が行われているその他のチロシンキナーゼ阻害薬としては、ボスチニブ、バフェチニブ、AZD-530、XLl-999、KX01、XL228がある。

## 相互作用
Srcは以下のシグナル経路と相互作用することが明らかにされている。

### 生存
- PI3K
- Akt
- IKK
- NFκB
- カスパーゼ9

### 血管新生
- STAT3
- p38 MAPK
- VEGF
- IL-8

### 増殖
- Shc
- Grb2/SOS
- Ras
- Raf
- MEK1 / MEK2
- Erk1/2

### 運動性
- FAK
- p190Rho/GAP
- パキシリン
- p130CAS
- RhoA
- JNK
- c-jun
- MLCK
- ミオシン

## ギャラリー
|  |